# Зенгер, Эйген
Ойген Зенгер (нем. Eugen Sänger; 22 сентября 1905 — 10 февраля 1964) — австрийский учёный-физик в области ракетной техники, руководитель проекта «Зильберфогель» (Серебряная птица).

## Биография
Родился в посёлке Пресниц в Богемии, Австро-Венгрия (Пржисечнице, ныне затоплен, частично вошёл в состав деревни Криштофови Гамри, Чехия).
Обучался в Техническом университете Граца. В 1929 году окончил Высшую техническую школу в Вене, где в последующие несколько лет работал ассистентом.
В 1934 году опубликовал статью о возможности создания дальнего ракетного бомбардировщика. В 1936 году был приглашён в Германию, где ему была поручена организация научно-исследовательского института техники ракетного полёта в Трауэне (в документах именовалась «Авиационная испытательная станция Трауэн», DLR).
После присоединения Австрии возглавлял работы по проекту «Серебряная птица», в 1939 году приступив к созданию сверхскоростного сверхдальнего бомбардировщика.
В 1941 году в июне проект оказался заморожен. Зенгер стал работать в ДФС (Немецкий институт планеризма).
В 1944 году работы возобновились, в основном в виде эскизов. До конца войны проект реализован не был.
После 1945 года Зенгер работал во Франции, Англии и Швейцарии, исследовал теорию фотонного ракетного двигателя. В 1957 году вернулся в Германию, где продолжал работы по теории ракетных двигателей.
Президент Международной астронавтической федерации, президент Немецкого общества ракетной техники и межпланетных полётов в Штутгарте. 
Был награждён двумя медалями Германа Оберта (ФРГ) и медалью Ю. А. Гагарина (СССР). Умер в 1964 году в Берлине.

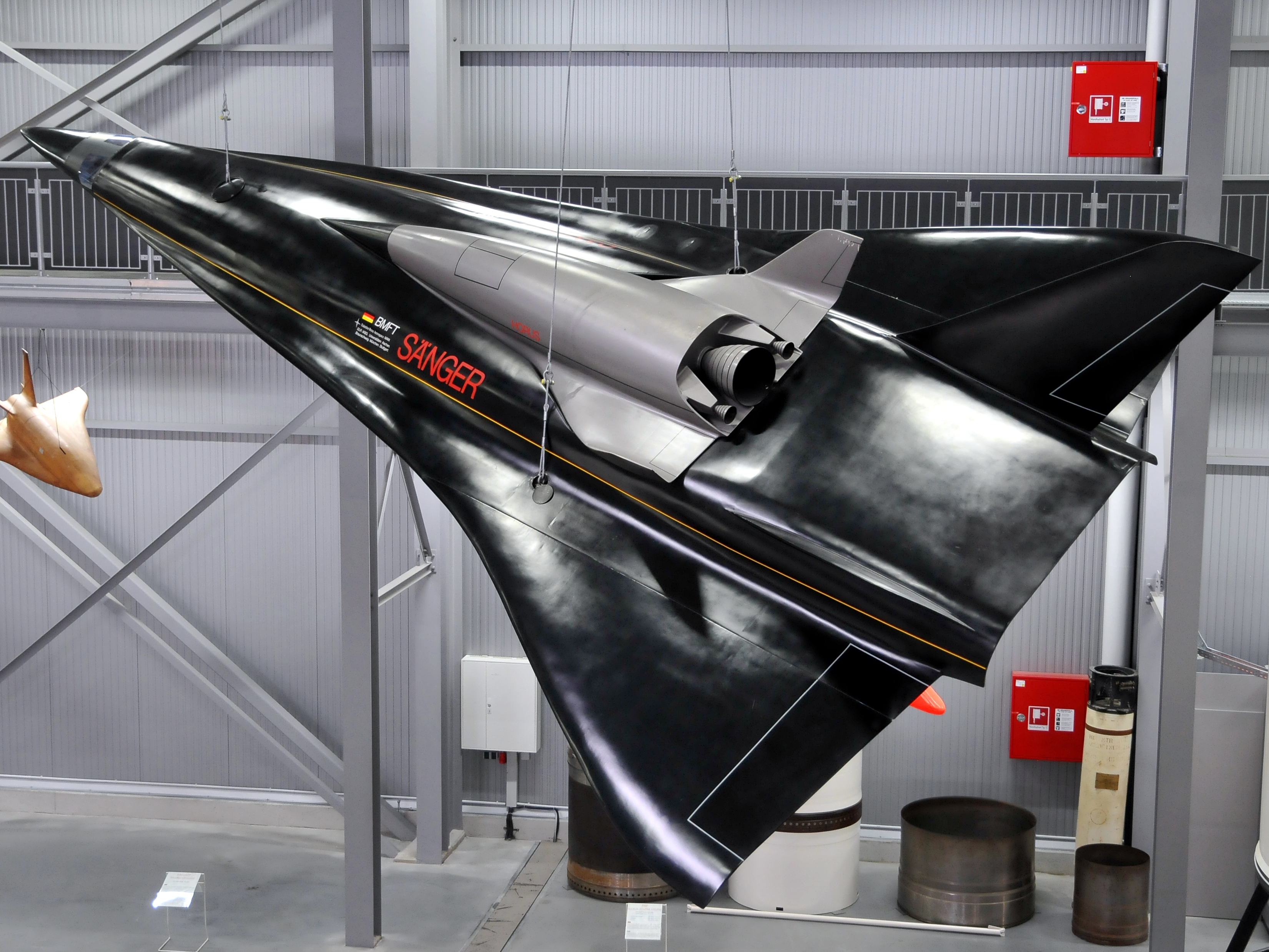
Модель концепт Зенгер II в музее техники в Шпайере

Работы Зенгера вызвали сильный интерес со стороны союзников. Сталин, согласно некоторым источникам, приказал выкрасть инженера и вывезти в Союз.
Был женат на математике Ирене Брендт, делавшей расчёты по его проекту.

## Память
- В 1970 году Международный астрономический союз присвоил имя Ойгена Зенгера кратеру на обратной стороне Луны.
- В Германии в 1990—2000-х годах был разработан названный в честь выдающегося учёного нереализованный проект двухступенчатой авиационно-космической системы с горизонтальным стартом и посадкой Зенгер-2.[7].

## В литературе
- В альтернативно-исторических исследованиях иногда рассматриваются возможности реализации проекта Зенгера в 1940-х годах в Германии:

- в книге М. Калашникова «Сломанный Меч Империи» приводится фантастический текст о первом космическом полёте в 1947 году именно с помощью «Зильберфогеля».
- В романе «Юбер аллес» Юрия Нестеренко и Михаила Харитонова упоминается космоплан «Норд», разработанный Зенгером на базе «Зильберфогеля» и выведенный на орбиту в 1953 году.

- В рассказе братьев Стругацких «Почти такие же» (вошедшем в повесть «Полдень, XXII век») упоминается единица измерения тяги фотонного двигателя «зенгер».